# Aeroportul Internațional Cochin
Aeroportul Internațional Cochin (IATA: COK, ICAO: VOCI) este un aeroport din Nedumbassery⁠(d), Ernakulam district⁠(d), Kerala, India ce deservește zona Kochi. Aeroportul a fost tranzitat în decembrie 2022 de 808.405 pasageri. A fost numit după zona deservită.
Situat la o altitudine de 9 m, aeroportul dispune de 1 pistă.

## Infrastructură

### Piste
Aeroportul dispune de o singură pistă. Pista 09/27 are suprafața de asfalt și dimensiunile 3.400 m × 45 m. 